# Strigamia japonica
Strigamia japonica är en mångfotingart som först beskrevs av Karl Wilhelm Verhoeff 1935.  Strigamia japonica ingår i släktet Strigamia och familjen spoljordkrypare.
Artens utbredningsområde är Sydkorea. Inga underarter finns listade i Catalogue of Life.